# 20e étape du Tour de France 2009
 (novembre 2023).
Si vous disposez d'ouvrages ou d'articles de référence ou si vous connaissez des sites web de qualité traitant du thème abordé ici, merci de compléter l'article en donnant les références utiles à sa vérifiabilité et en les liant à la section « Notes et références ».
La 20e étape du Tour de France 2009 s'est déroulée le 25 juillet. Le parcours de 167 kilomètres reliait Montélimar au sommet du Mont Ventoux. Il s'agit de la réapparition du Ventoux, absent depuis le Tour de France 2002. La victoire est revenue à Juan Manuel Gárate.

## Parcours
La 20e étape du Tour de France relie Montélimar au Mont Ventoux soit une étape de 167 kilomètres à travers la Drôme Provençale et le Vaucluse. Avant d'affronter le "Géant de Provence", quelques petites difficultés sont au programme: la côte de la Citelle (428 m, 3e cat), le col d'Ey (718 m, 3e cat), le col de Fontaube (635 m, 4e catégorie) puis le col de Notre-Dame des Abeilles (996 m, 3e cat). Le ravitaillement est à Eygaliers (km 78) et les points du sprint se jouent à Mormoiron au km 138,5. Les principales communes traversées ou dont l'étape passe juste à côté sont Nyons, Buis-les-Baronnies, Aurel, Sault, Villes-sur-Auzon. L'ascension finale s'est faite depuis Bédoin, soit sur le versant sud réputé le plus difficile.
Il s'agit du grand retour du « Géant de Provence » sur Tour de France.

## Récit
Un groupe de seize coureurs est échappé. Ils franchissent le col de Notre-Dame des Abeilles où se déroule à proximité un incendie de forêt mais qui ne menace pas le passage du Tour de France. À cinq kilomètres du pied du Ventoux, le peloton ne comprend plus qu'une vingtaine de coureurs à la suite d'une bordure. L'avance des échappés sur ce peloton maillot jaune se réduit alors que dès les premiers faux-plats après Bédoin, le groupe des seize échappés se disloque sous l'impulsion de Juan Manuel Gárate. Il n'y a plus désormais qu'un trio de tête avec Garate, Tony Martin et Christophe Riblon disposant de 3 min 30 s d'avance environ sur le peloton maillot jaune. Christophe Riblon lâche prise dès les premières pentes à 10 % alors que dans le peloton les frères Schleck sont décidés à attaquer. Mais Fränk Schleck, qui joue le podium, ne parvient pas à lâcher Lance Armstrong. Andy Schleck attaque dans la forêt, Alberto Contador sautant dans sa roue, mais le Luxembourgeois ne poursuit pas son attaque car son frère ne peut le rejoindre. Le peloton maillot jaune se reforme ainsi à l'approche du Chalet Reynard. C'est à ce même Chalet Reynard que Franco Pellizotti, un moment lâché, attaque. À 3,5 km du sommet, les frères Schleck attaquent à nouveau, sans plus de succès. L'écart avec les échappés se réduit tout de même, Bradley Wiggins lâche prise avec le groupe maillot jaune et Franco Pellizotti est rattrapé peu après le col des Tempêtes dans l'ultime kilomètre. Juan Manuel Garate a attaqué Tony Martin une première fois à l'approche de l'ultime kilomètre mais n'a pu poursuivre. L'Allemand revient sur lui mais Juan Manuel Gárate l'emporte en sprintant dans le dernier virage. Le groupe maillot jaune arrive 40 secondes plus tard sans véritable bouleversement, Fränk Schleck ne parvenant qu'à prendre la 5e place au général. Roman Kreuziger prend la 9e place à Christophe Le Mével, qui a défendu courageusement sa place au général.

## Sprints intermédiaires
| Premier   | Samuel Dumoulin   | 6 pts |
| Deuxième  | Albert Timmer     | 4 pts |
| Troisième | Christophe Riblon | 2 pts |

| Premier   | Mickaël Delage        | 6 pts |
| Deuxième  | Aliaksandr Kuschynski | 4 pts |
| Troisième | Samuel Dumoulin       | 2 pts |

## Cols et côtes

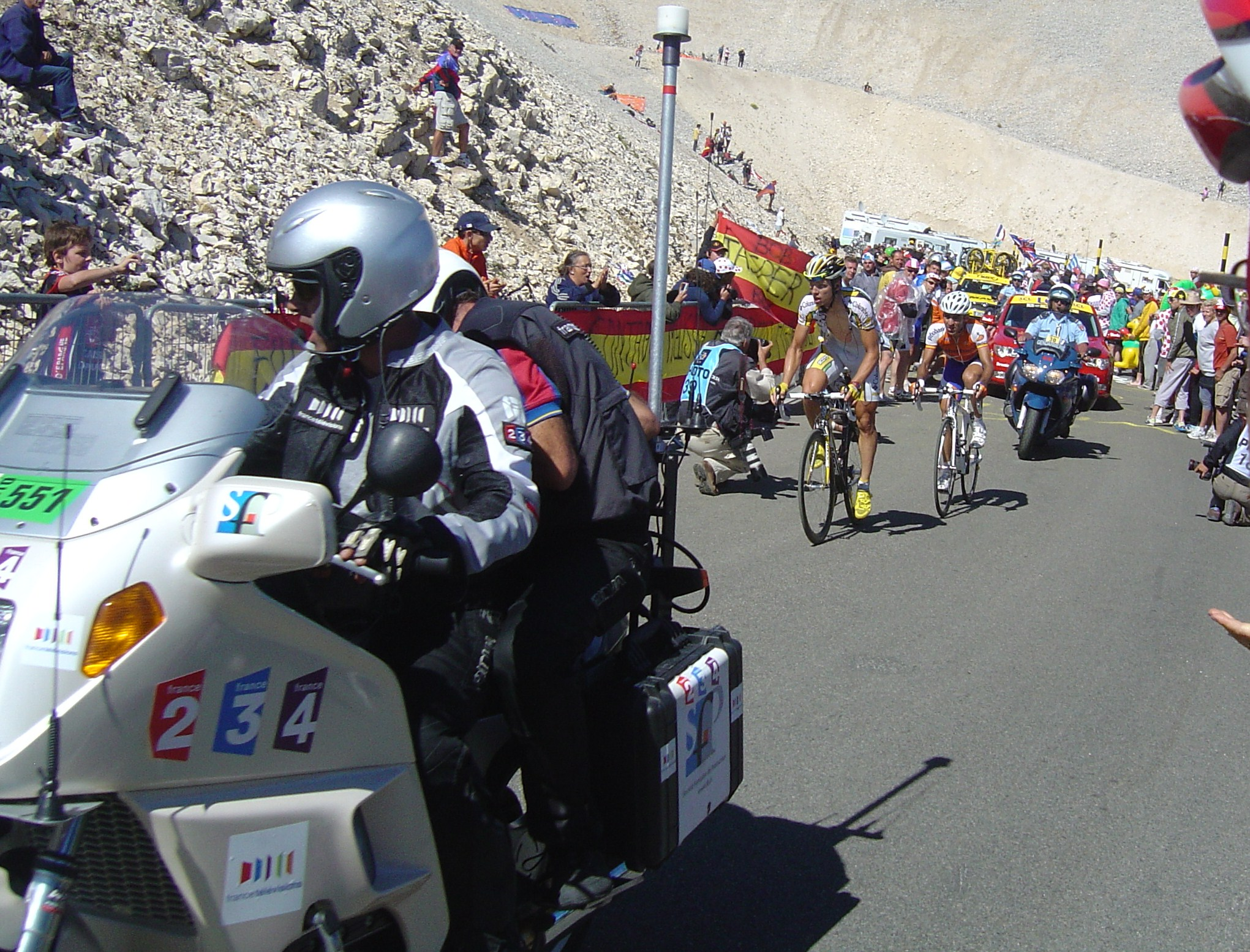
Juan Manuel Garate et Tony Martin échappés

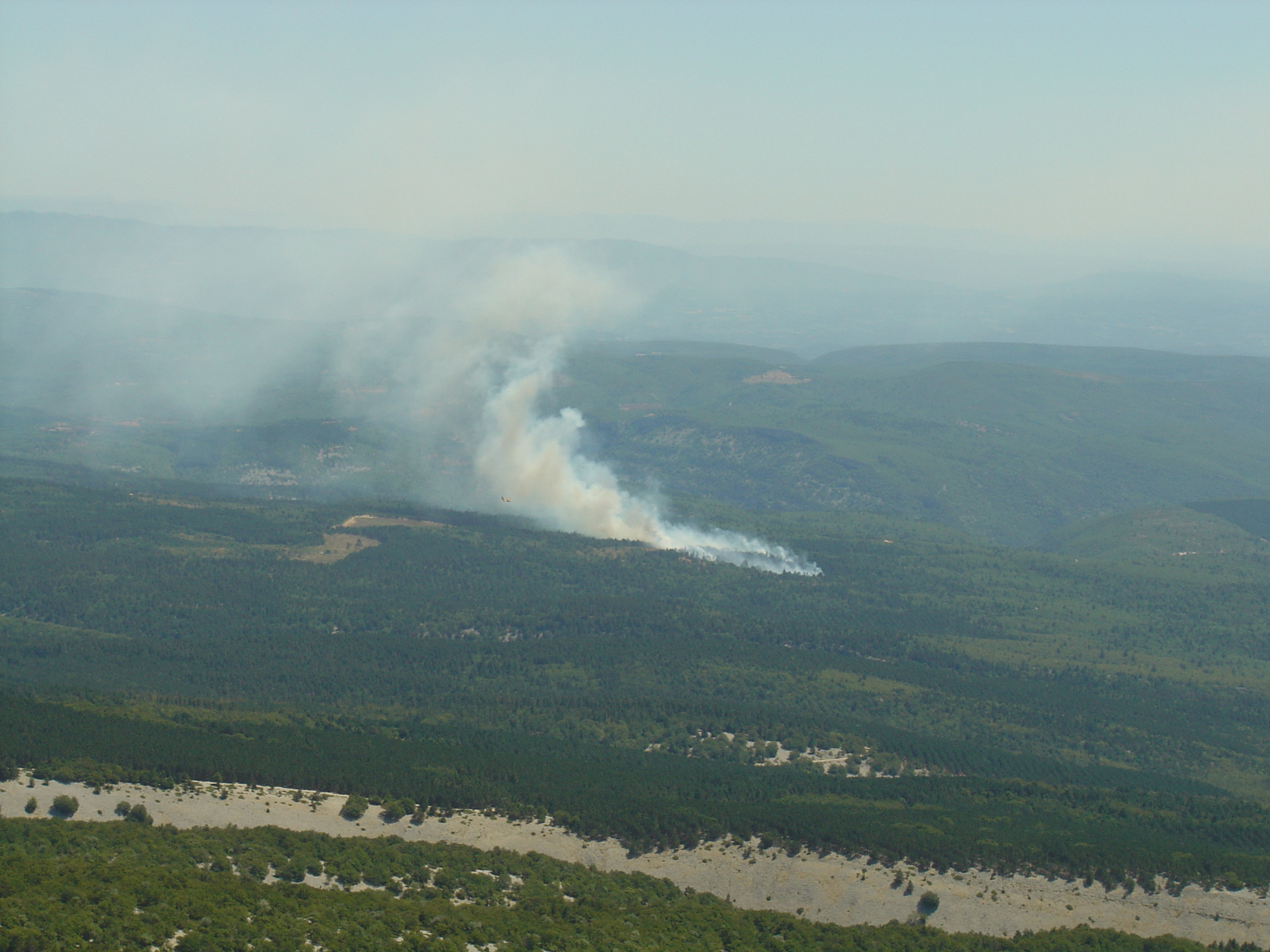
Vu du Mont Ventoux: canadairs (en petit) éteignant un incendie de forêt proche du col des Abeilles lors du passage du Tour de France

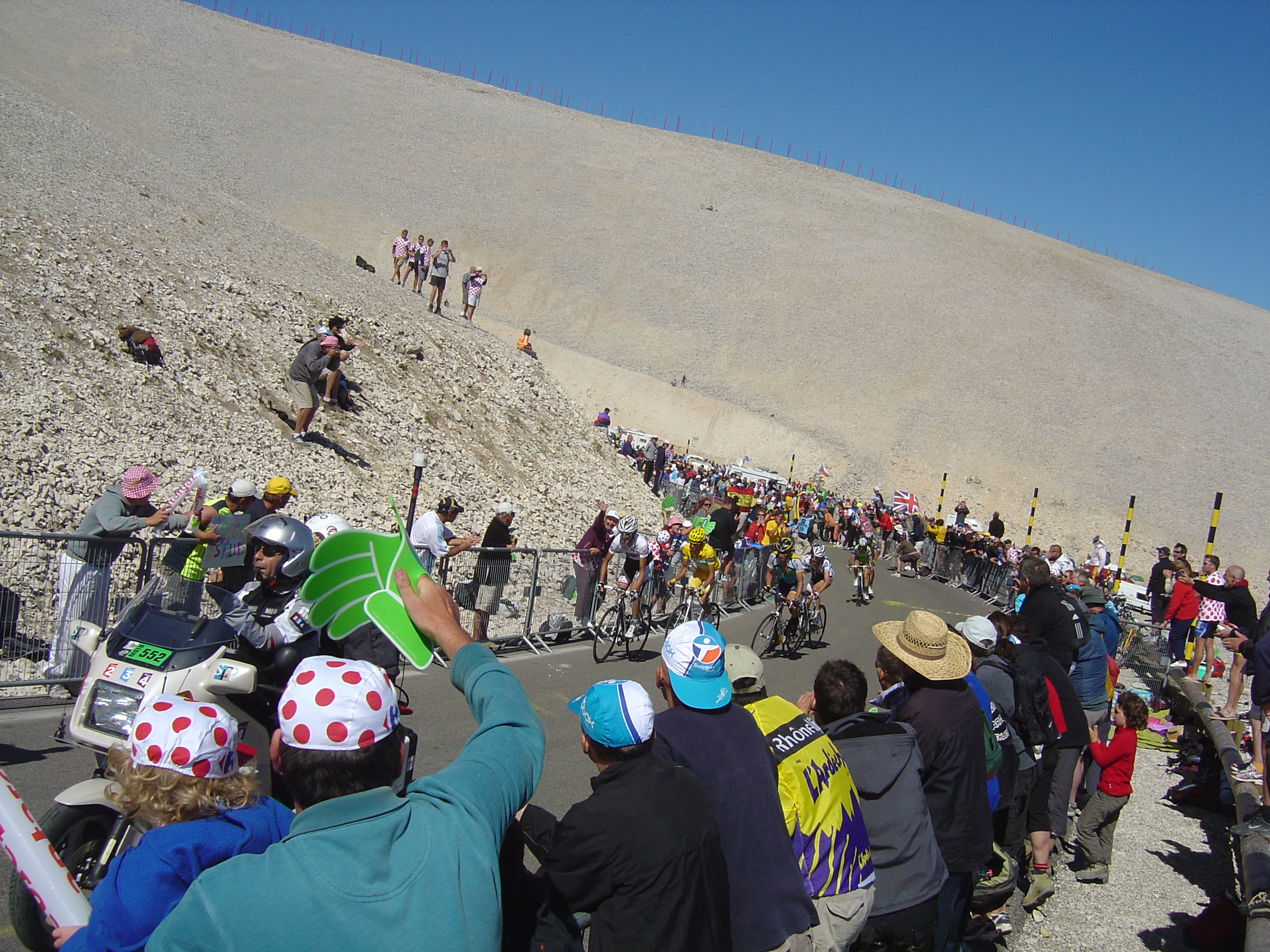
Groupe maillot jaune à moins de 2 km de l'arrivée: Andy Schleck, Alberto Contador, Lance Armstrong, Fränk Schleck, Vincenzo Nibali, Roman Kreuziger

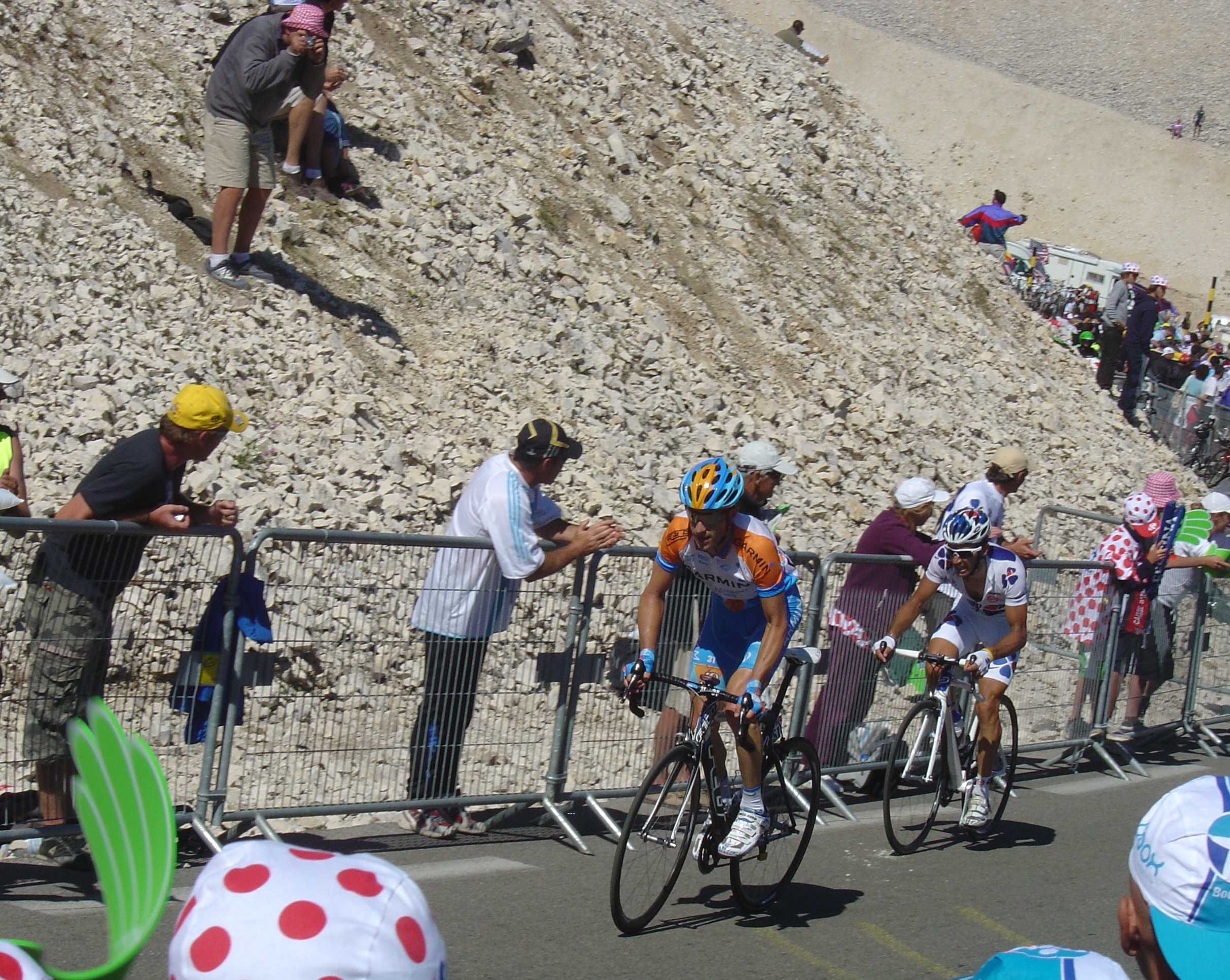
Christian Vande Velde et Christophe Le Mével défendant leur place au classement général

| Premier   | Albert Timmer         | 4 pts |
| Deuxième  | Aliaksandr Kuschynski | 3 pts |
| Troisième | Juan Manuel Gárate    | 2 pts |
| Quatrième | Tony Martin           | 1 pts |

| Premier   | Aliaksandr Kuschynski | 4 pts |
| Deuxième  | Juan Manuel Gárate    | 3 pts |
| Troisième | Tony Martin           | 2 pts |
| Quatrième | Albert Timmer         | 1 pts |

| Premier   | Daniele Righi      | 3 pts |
| Deuxième  | Albert Timmer      | 2 pts |
| Troisième | Juan Manuel Gárate | 1 pts |

| Premier   | Juan Manuel Gárate | 4 pts |
| Deuxième  | Tony Martin        | 3 pts |
| Troisième | Joost Posthuma     | 2 pts |
| Quatrième | Mickaël Delage     | 1 pts |

| - 5. Mont Ventoux, Hors catégorie (kilomètre 167) \| Premier \| Juan Manuel Gárate \| 40 pts \| \| Deuxième \| Tony Martin \| 36 pts \| \| Troisième \| Andy Schleck \| 32 pts \| \| Quatrième \| Alberto Contador \| 28 pts \| \| Cinquième \| Lance Armstrong \| 24 pts \| \| Sixième \| Fränk Schleck \| 20 pts \| \| Septième \| Roman Kreuziger \| 16 pts \| \| Huitième \| Franco Pellizotti \| 14 pts \| \| Neuvième \| Vincenzo Nibali \| 12 pts \| \| Dixième \| Bradley Wiggins \| 10 pts \| |                    |        |
| Premier | Juan Manuel Gárate | 40 pts |
| Deuxième | Tony Martin        | 36 pts |
| Troisième | Andy Schleck       | 32 pts |
| Quatrième | Alberto Contador   | 28 pts |
| Cinquième | Lance Armstrong    | 24 pts |
| Sixième | Fränk Schleck      | 20 pts |
| Septième | Roman Kreuziger    | 16 pts |
| Huitième | Franco Pellizotti  | 14 pts |
| Neuvième | Vincenzo Nibali    | 12 pts |
| Dixième | Bradley Wiggins    | 10 pts |

## Classement de l'étape
| Classement de la 20e étape | Classement de la 20e étape | Classement de la 20e étape | Classement de la 20e étape | Classement de la 20e étape |
|                            | Coureur                    | Pays                       | Équipe                     | Temps                      |
| -------------------------- | -------------------------- | -------------------------- | -------------------------- | -------------------------- |
| 1er                        | Juan Manuel Gárate         | ESP                        | Rabobank                   | en 4 h 39 min 21 s         |
| 2e                         | Tony Martin                | GER                        | Team Columbia-HTC          | + 3 s                      |
| 3e                         | Andy Schleck               | LUX                        | Team Saxo Bank             | + 38 s                     |
| 4e                         | Alberto Contador           | ESP                        | Astana                     | + 38 s                     |
| 5e                         | Lance Armstrong            | USA                        | Astana                     | + 41 s                     |
| 6e                         | Fränk Schleck              | LUX                        | Team Saxo Bank             | + 43 s                     |
| 7e                         | Roman Kreuziger            | CZE                        | Liquigas                   | + 46 s                     |
| 8e                         | Franco Pellizotti          | ITA                        | Liquigas                   | + 56 s                     |
| 9e                         | Vincenzo Nibali            | ITA                        | Liquigas                   | + 58 s                     |
| 10e                        | Bradley Wiggins            | GBR                        | Garmin-Slipstream          | + 1 min 3 s                |
| modifier                   |                            |                            |                            |                            |

## Classement général
| Classement général à la 20e journée | Classement général à la 20e journée | Classement général à la 20e journée | Classement général à la 20e journée | Classement général à la 20e journée |
|                                     | Coureur                             | Pays                                | Équipe                              | Temps                               |
| ----------------------------------- | ----------------------------------- | ----------------------------------- | ----------------------------------- | ----------------------------------- |
| 1er                                 | Alberto Contador                    | ESP                                 | Astana                              | en 81 h 46 min 15 s                 |
| 2e                                  | Andy Schleck                        | LUX                                 | Team Saxo Bank                      | + 4 min 11 s                        |
| 3e                                  | Lance Armstrong                     | USA                                 | Astana                              | + 5 min 24 s                        |
| 4e                                  | Bradley Wiggins                     | GBR                                 | Garmin-Slipstream                   | + 6 min 1 s                         |
| 5e                                  | Fränk Schleck                       | LUX                                 | Team Saxo Bank                      | + 6 min 4 s                         |
| 6e                                  | Andreas Klöden                      | GER                                 | Astana                              | + 6 min 42 s                        |
| 7e                                  | Vincenzo Nibali                     | ITA                                 | Liquigas                            | + 7 min 35 s                        |
| 8e                                  | Christian Vande Velde               | USA                                 | Garmin-Slipstream                   | + 12 min 4 s                        |
| 9e                                  | Roman Kreuziger                     | CZE                                 | Liquigas                            | + 14 min 16 s                       |
| 10e                                 | Christophe Le Mével                 | FRA                                 | La Française des jeux               | + 14 min 25 s                       |
| modifier                            |                                     |                                     |                                     |                                     |

## Classements annexes

### Classement par points
| Classement par points | Classement par points | Classement par points | Classement par points | Classement par points |
| --------------------- | --------------------- | --------------------- | --------------------- | --------------------- |
|                       | Coureur               | Pays                  | Équipe                | Point(s)              |
| 1er                   | Thor Hushovd          | NOR                   | Cervélo TestTeam      | 260 points            |
| 2e                    | Mark Cavendish        | GBR                   | Team Columbia-HTC     | 235 pts               |
| 3e                    | Gerald Ciolek         | GER                   | Team Milram           | 148 pts               |
| modifier              |                       |                       |                       |                       |

### Classement de la montagne
| Classement du meilleur grimpeur | Classement du meilleur grimpeur | Classement du meilleur grimpeur | Classement du meilleur grimpeur | Classement du meilleur grimpeur |
| ------------------------------- | ------------------------------- | ------------------------------- | ------------------------------- | ------------------------------- |
|                                 | Coureur                         | Pays                            | Équipe                          | Point(s)                        |
| 1er                             | Franco Pellizotti               | ITA                             | Liquigas                        | 210 points                      |
| 2e                              | Egoi Martínez                   | ESP                             | Euskaltel-Euskadi               | 135 pts                         |
| 3e                              | Alberto Contador                | ESP                             | Astana                          | 126 pts                         |
| modifier                        |                                 |                                 |                                 |                                 |

### Classement du meilleur jeune
| Classement général du meilleur jeune | Classement général du meilleur jeune | Classement général du meilleur jeune | Classement général du meilleur jeune | Classement général du meilleur jeune |
|                                      | Coureur                              | Pays                                 | Équipe                               | Temps                                |
| ------------------------------------ | ------------------------------------ | ------------------------------------ | ------------------------------------ | ------------------------------------ |
| 1er                                  | Andy Schleck                         | LUX                                  | Team Saxo Bank                       | en 81 h 50 min 28 s                  |
| 2e                                   | Vincenzo Nibali                      | ITA                                  | Liquigas                             | + 3 min 24 s                         |
| 3e                                   | Roman Kreuziger                      | CZE                                  | Liquigas                             | + 10 min 5 s                         |
| modifier                             |                                      |                                      |                                      |                                      |

### Classement par équipes
| Classement par équipes | Classement par équipes | Classement par équipes | Classement par équipes |
|                        | Équipe                 | Pays                   | Temps                  |
| ---------------------- | ---------------------- | ---------------------- | ---------------------- |
| 1re                    | Astana                 | Kazakhstan             | en 243 h 56 min 4 s    |
| 2e                     | Garmin-Slipstream      | États-Unis             | + 22 min 35 s          |
| 3e                     | Team Saxo Bank         | Danemark               | + 28 min 34 s          |
| modifier               |                        |                        |                        |

### Combativité
Tony Martin